# VM i bandy 2006 (kvinder)
Verdensmesterskabet i bandy for kvinder 2006 var det andet VM i bandy for kvinder. Mesterskabet bliver arrangeret af Federation of International Bandy og afviklet i Roseville, Minnesota, USA i perioden 14. - 18. februar 2006 med deltagelse af seks hold, hvilket var ét hold mere end ved det første mesterskab. USA var VM-værtsland for første gang, og Canada deltog i VM for første gang.
Mesterskabet blev vundet af Sverige, som besejrede Rusland i finalen med 3-1, og som dermed vandt mesterskabet for anden gang i træk. Bronzemedaljerne gik til Norge, der vandt over Finland i bronzekampen med 2-1, og som dermed vandt VM-medaljer for første gang.

## Resultater

### Indledende runde
De seks hold spillede en enkeltturnering alle-mod-alle, hvorefter de fire bedste hold gik videre til semifinalerne, mens de sidste to hold spillede om 5.-pladsen.
| Dato        | Kamp              | Res. |
| ----------- | ----------------- | ---- |
| 14. februar | Finland - Rusland | 0–8  |
| 14. februar | Sverige - USA     | 7–0  |
| 14. februar | Canada - Norge    | 0–4  |
| 14. februar | Rusland - Sverige | 1–7  |
| 14. februar | Finland - USA     | 2–0  |
| 15. februar | Sverige - Norge   | 8–1  |
| 15. februar | Finland - Canada  | 3–1  |
| 15. februar | USA - Rusland     | 0–7  |
| 15. februar | Norge - Finland   | 4–2  |
| 15. februar | Canada - Rusland  | 0–7  |
| 16. februar | Sverige - Canada  | 5–0  |
| 16. februar | Norge - USA       | 1–1  |
| 16. februar | Finland - Sverige | 0–5  |
| 16. februar | Rusland - Norge   | 1–1  |
| 16. februar | USA - Canada      | 0–1  |

| Hold    | Kampe | Mål   | Point |
| ------- | ----- | ----- | ----- |
| Sverige | 5     | 32-20 | 10    |
| Rusland | 5     | 24-80 | 7     |
| Norge   | 5     | 11-12 | 6     |
| Finland | 5     | 17-18 | 4     |
| Canada  | 5     | 12-19 | 2     |
| USA     | 5     | 01-18 | 1     |

### Slutspil

#### Kamp om 5.-pladsen
| Dato        | Kamp         | Res. |
| ----------- | ------------ | ---- |
| 17. februar | Canada - USA | 0–2  |

#### Semifinaler
| Dato        | Kamp              | Res. |
| ----------- | ----------------- | ---- |
| 17. februar | Rusland - Norge   | 2–0  |
| 17. februar | Sverige - Finland | 4–0  |

#### Bronzekamp
| Dato        | Kamp            | Res. |
| ----------- | --------------- | ---- |
| 18. februar | Norge - Finland | 2–1  |

#### Finale
| Dato        | Kamp              | Res. |
| ----------- | ----------------- | ---- |
| 18. februar | Sverige - Rusland | 3–1  |

### Samlet rangering
| Plac.  | Hold    |
| ------ | ------- |
| Guld   | Sverige |
| Sølv   | Rusland |
| Bronze | Norge   |
| 4.     | Finland |
| 5.     | USA     |
| 6.     | Canada  |